# Iraque nos Jogos Olímpicos de Verão de 2008
O Iraque competiu nos Jogos Olímpicos de Verão de 2008 em Pequim, na China.
A delegação do país por pouco não participou dos Jogos após o Comitê Olímpico Internacional (COI) anunciar a suspensão do Comitê Olímpico Iraquiano. O COI suspendeu a proibição, em 29 de julho de 2008, após um acordo com o governo iraquiano, viabilizando assim a participação dos atletas iraquianos nos Jogos Olímpicos de Pequim. A proibição havia sido adotada, no dia 24 de julho de 2008, devido à ingerência do governo do Iraque nas federações esportivas nacionais.
Em princípio, previa-se que sete atletas iraquianos competiriam em Pequim, em remo, tiro com arco, judô, levantamento de peso e atletismo, mas acabaram restando apenas quatro.

## Desempenho

### Atletismo
| Atleta                | Prova                        | Elims. | Elims. | 1/4 de final | 1/4 de final | Semifinais  | Semifinais  | Final       | Final       |
| Atleta                | Prova                        | Tempo  | Pos.   | Tempo        | Pos.         | Tempo       | Pos.        | Tempo       | Pos.        |
| --------------------- | ---------------------------- | ------ | ------ | ------------ | ------------ | ----------- | ----------- | ----------- | ----------- |
| Dana Abdulrazak       | 100 m feminino               | 12.36  | 56     | Não avançou  | Não avançou  | Não avançou | Não avançou | Não avançou | Não avançou |
| Haidar Nasser Shaheed | Arremesso de disco masculino | 54.19  | 36     |              |              |             |             | Não avançou | Não avançou |

### Remo
Masculino
| Atleta                      | Prova       | Elim.   | Elim. | Repescagem | Repescagem | Semifinais  | Semifinais  | Final       | Final       |
| Atleta                      | Prova       | Tempo   | Pos.  | Tempo      | Pos.       | Tempo       | Pos.        | Tempo       | Pos.        |
| --------------------------- | ----------- | ------- | ----- | ---------- | ---------- | ----------- | ----------- | ----------- | ----------- |
| Hamza Hussein Haider Nawzad | Skiff duplo | 7:00.46 | 5     | 6:52.71    | 5          | Não avançou | Não avançou | Não avançou | Não avançou |